# هیلو (هاوایی)
هیلو، هاوایی (به انگلیسی: Hilo) یک شهر در ایالات متحده آمریکا است که در شهرستان هاوایی، هاوایی واقع شده‌است.

## خصوصیات
هیلو ۱۵۱٫۴ کیلومترمربع مساحت و ۴۳٬۲۶۳ نفر جمعیت دارد و ۱۸ متر بالاتر از سطح دریا واقع شده‌است.

## خواهرخوانده
شهر لاسرنا خواهرخواندهٔ هیلو، هاوایی هست.